# Head South
Head South ist eine Coming-of-Age-Tragikomödie von Jonathan Ogilvie. In dem semibiografischen Film taucht ein von Ed Oxenbould gespielter Teenager Ende der 1970er Jahre in die Post-Punk-Subkultur/Szene Neuseelands ein. Die Premiere von Head South fand Ende Januar 2024 beim International Film Festival Rotterdam statt.

## Handlung
Im Jahr 1979 in Christchurch, der größten Stadt auf der Südinsel von Neuseeland. Der Teenager Angus trägt lange Haare und weiß, dass er privilegiert ist. Als er in die Underground-Post-Punk-Musikszene der Stadt hineingezogen wird, beginnt er sich von seinen  Freunden zu distanzieren und versucht sein musikalisches Talent in den Post-Punk einzubringen.

## Produktion

### Filmstab, Besetzung und Dreharbeiten

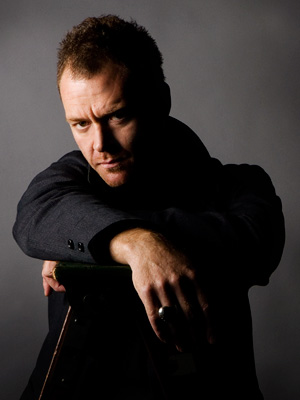
Marton Csokas spielt Gordon

Regie führte Jonathan Ogilvie, der auch das Drehbuch schrieb. Ogilvie wurde selbst in Christchurch geboren, der Absolvent der Australian Film Television and Radio School lebt aber seit den 1990er Jahren in Australien. Er begann seine Filmkarriere als Crewmitglied bei unterschiedlichen Filmprojekten, unter anderem als Mitarbeiter in der Spezialeffektabteilung von Stanley Kubricks Full Metal Jacket. Head South ist semibiografisch.
Ed Oxenbould, bekannt aus Filmen wie Die Coopers – Schlimmer geht immer, Better Watch Out und Wildlife, spielt in der Hauptrolle Angus. Stella Bennett spielt seine Freundin Kirsten und Marton Csokas Gordon.
Die Dreharbeiten fanden in Christchurch statt, dem Handlungsort des Films. Als Kameramann fungierte John Chrisstoffels, der in der Vergangenheit insbesondere für Kurzfilme arbeitete.

### Filmmusik und Veröffentlichung
Die Filmmusik komponierte Shayne Carter, eines der Gründungsmitglieder der neuseeländischen Rockband Straitjacket Fits.
Die Premiere des Films fand am 25. Januar 2024 beim International Film Festival Rotterdam statt, wo er als Eröffnungsfilm gezeigt wurde. Im Juni 2024 wird er beim Sydney Film Festival vorgestellt. Im Juli 2024 wird er beim Galway Film Fleadh gezeigt und im August 2024 beim Melbourne International Film Festival. Zwischen Ende Juli und Anfang September 2024 wird er beim New Zealand International Film Festival gezeigt.